# Saurauia wenzelii
Saurauia wenzelii är en tvåhjärtbladig växtart som beskrevs av Elmer Drew Merrill. Saurauia wenzelii ingår i släktet Saurauia och familjen Actinidiaceae. Inga underarter finns listade i Catalogue of Life.